# 불확실성
불확실성(不確實性, uncertainty)은 완전하지 않거나 알 수 없는 정보를 수반하는 상황이다. 미래에 전개될 상황에 대해 정확한 정보를 얻을 수 없거나 어떤 상황이 발생할 가능성을 명확히 추정할 수 없는 상태를 뜻한다. 즉, 미래의 사건 예측, 이미 수행된 물리적인 측정, 알 수 없는 사항에 적용된다. 불확실성은 부분적으로 관찰 가능한, 또는 추계학적 환경에서 발생하며, 그 외에도 무지함, 게으름에 기인하기도 한다. 보험, 철학, 물리학, 통계학, 경제학, 금융, 심리학, 사회학, 공학, 계량학, 기상학, 생태학, 정보과학 등 수많은 분야에서 발생한다.

## 경제학
불확실성이란 표현을 경제학에 처음 사용한 사람은 프랭크 나이트이다. 그는 불확실성이란 개념과 위험성의 개념을 엄밀히 구분하려고 했다. 프랭크 나이트는 불확실성(uncertainty)과 위험(risk)이 제대로 정의되지 않았다는 점을 들어 불확실성과 위험을 다른 것으로 보았다. 위험(risk)이란 단어는 일상적인 대화에서부터 경제적인 토론에 이르기까지 그 사용범위가 지나치게 넓다는 이유에서다. 그에 반해 불확실성이라는 단어는 경제학의 이익 개념 이론에서 먼저 등장했기 때문에 경제적인 담론에서는 불확실성이란 단어를 사용하는 것이 위험이란 단어를 사용하는 것보다 오해의 소지를 줄일 수 있다고 설명했다. 또한 위험은 사건이 일어난다는 확률이고 불확실성은 확률을 전혀 모르는 상태로 분류했다.

## 철학
철학에서 불확실성은 확실성이 결여된 상태로 확실성은 논리적, 물리적, 수학적으로 예상할 수 있는 상태를 뜻한다. 철학에서는 고틀로프 프레게가 처음으로 확실성이란 상태에 의문을 가졌고 수학자 쿠르트 괴델이 가장 간단한 산수를 제외하고는 모든 것이 확실성을 갖는다고 주장했다. 이에 반해 위험은 장차 일어날 수도 있는 원치 않는 사건 중에 예상할 수 있는 사건을 뜻한다.

## 물리학
전자의 위치를 정확히 측정하기 위해 빛을 빠르게 쏘면 빛의 입자인 광양자에 전자가 부딪혀 위치가 왜곡되는 반면 빛을 느리게 쏘면 시간차가 발생해 원자핵 주위를 도는 전자의 위치를 정확히 알 수 없으므로 전자의 정확한 위치 측정은 불가능하다는 이론이다.
빛의 전이차가 큰 궤도에서는 대응원리로 설명이 가능했지만 작은 궤도에서는 대응원리만으로 전자의 위치를 설명할 수 없었다. 전자가 궤도를 이동하는 전이로 인해 에너지가 방출되면서 빛이 발생하는 것이 명확해지기 때문이다.
하이젠 베르크는 전이성분을 위치성분으로 간주하고 뉴턴의 운동방정식에 전이성분의 값을 대입하였다.

## 같이 보기
- 확정성
- 게임 이론
- 무작위성
- 슈뢰딩거의 고양이
- 과학적 합의
- 통계역학